# Francesizzazione
In linguistica, la francesizzazione o gallicizzazione è l'adattamento alla lingua francese da parte di un gruppo di individui che prima non utilizzavano abitualmente tale linguaggio.

## La francesizzazione nel mondo
Benché si pensi che i francofoni siano attualmente 220 milioni, l'Organizzazione internazionale della francofonia (OIF), sostiene che tale cifra sarebbe sottostimata perché terrebbe conto solamente degli individui che sanno scrivere, capire e parlare fluentemente il francese, escludendo quindi la maggioranza degli africani, che sanno parlare ma non scrivere in tale lingua. Secondo delle stime del Conseil économique, social et environnemental francese, se fossero stati inclusi, il numero totale di francofoni avrebbe superato i 500 milioni nel 2000.
Stando a uno studio della banca francese Natixis del 2014, il francese diventerà la lingua più parlata al mondo entro il 2050.
Il numero dei francofoni nel mondo è aumentato notevolmente a partire dagli anni 1980. Nel 1985 si contavano 106 milioni di francofoni nel mondo. Questo numero è salito rapidamente a 173.2 milioni nel 1997, 200 milioni nel 2005, 220 milioni nel 2010 (+10% rispetto al 2007) e ha raggiunto i 274 milioni nel 2014. Si prevede che il numero dei francofoni nella sola Africa raggiungerà i 400 milioni nel 2025, 715 milioni (rivisto nel 2010) entro il 2050 e raggiungerà 1 miliardo e 222 milioni nel 2060 (riadattato nel 2013). Si prevede che la popolazione mondiale francofona quadruplicherà, mentre si prevede che la popolazione mondiale crescerà della metà.